# Minuartia perdita
Minuartia perdita är en nejlikväxtart som beskrevs av M. Dvorakova. Minuartia perdita ingår i släktet nörlar, och familjen nejlikväxter. Inga underarter finns listade i Catalogue of Life.